# Премия имени С. В. Лебедева
Премия имени С. В. Лебедева — премия, присуждаемая с 1943 года АН СССР, а с 1995 года — Российской академией наук за выдающиеся работы в области в области химии и технологии синтетического каучука и других синтетических полимеров.
Присуждалась ежегодно, затем раз в 3 года. В 1954 году вместо трех премий имени С. В. Лебедева (одна в размере 15.000 и две по 5.000 рублей ), присуждаемых ежегодно, установлена одна премия в размере 25 000 рублей, присуждаемая раз в 3 года. После денежной реформы 1961 года - 2500 рублей.

## Список награждённых АН СССР
| Год  | Лауреат премии | За какие работы |
| ---- | --- | --- |
| 1946 | Присуждены премии имени С. В. Лебедева: премия в размере 15 000 руб.— авторскому коллективу в составе академика Н. Д. Зелинского, члена-корр. АН СССР А. А. Баландина, кандидата химических наук О. К. Богдановой и младших научных сотрудников М. Н. Марушкина, Г. М. Марукьян и А. П. Щегловой за работу «Получение полимеризующихся углеводородов методом каталитической дегидрогенизации для синтеза каучука»; премия в размере 5000 руб.— Ю. А. Горину за работгу «Исследование в области каталитического превращения спиртов в углеводороды ряда дивинила»; вторая премия в размере 5000 руб.— М. Я. Коган за работу «Механизм каталитического синтеза дивинила из этилового спирта». | |
| 1947 | Долгоплоск, Борис Александрович, Юрженко, Александр Иванович | - за работу «Исследования в области полимеризации под влиянием диазоамино-соединений»                                   |
| 1947 | Петров, Александр Дмитриевич (химик), Анцус, Лидия Ивановна | — за работу «Каталитическая гидрополимеризация ацетилена».                                                              |
| 1950 | авторский коллектив в составе докторов химических наук М. И. Фарберова, М. С. Немцова и инженера Я. И. Ротштейна | - за работу «Новый метод получения диенов».                                                                             |
| 1959 | Пиотровский, Константин Борисович, А. А. Коротков, М. А. Крупышев, С. А. Субботин, Г. Ф. Лисочкин, Д. П. Ферингер | - за работу «Синтетический изопреновый каучук, приближающийся по комплексу к натуральному каучуку».                     |
| 1963 | Долгоплоск, Борис Александрович, Кроль, Владимир Александрович, Владимир Иванович Аносов | |
| 1968 | Кормер В. А., Бабицкий Б. Д., Тинякова Е. И., Шараев, Олег Константинович | - за цикл работ по стереоспецифической полимеризации бутадиена п-аллильными комплексами переходных металлов             |
| 1971 | Медведев, Сергей Сергеевич, А. Р. Гантмахер | - за цикл работ по полимеризации углеводородных мономеров в присутствии щелочных металлов и их органических соединений. |
| 1978 | Соколов, Сергей Васильевич, Валентин Александрович Никитин, Иосиф Михайлович Долгопольский | - за комплекс исследований в области синтеза новых видов фторкаучуков.                                                  |
| 1981 | Г. В. Виноградов | -за цикл работ на тему «Важнейшие особенности вязкоупругих свойств эластомеров»                                         |
| 1984 | Кабанов, Виктор Александрович Зубов, Виталий Павлович Топчиев, Дмитрий Александрович | за цикл работ «Радикальная полимеризация ионизирующихся мономеров»                                                      |
| 1987 | доктор химических наук Б. А. Кренцель, кандидат химических наук Е. А. Мушина и доктор химических наук А. М. Табер | за работу «Олигомеризация и полимеризация алленовых углеводородов на металлокомплексных катализаторах».                 |
| 1989 | Евстратов, Василий Фёдорович | за серию работ «Научные основы создания резин из синтетического каучука»                                                |

## Список награждённых РАН
| Год  | Лауреат премии                                                                             | За какие работы |
| ---- | ------------------------------------------------------------------------------------------ | --- |
| 2022 | член-корреспондент РАН А. А. Ярославов и кандидат химических наук Ирина Геннадьевна Панова | за работу «Синтез амфифильных полиэлектролитов и их использование для решения экологических проблем» |
| 2019 | Якиманский, Александр Вадимович                                                            | за цикл работ «Регулярно привитые полиимиды как перспективные материалы для мембранных и медицинских наук» |
| 2019 | Филиппов, Александр Павлович (химик)                                                       | за цикл работ «Регулярно привитые полиимиды как перспективные материалы для мембранных и медицинских наук» |
| 2016 | Грицкова, Инесса Александровна                                                             | За цикл работ «Новые подходы к синтезу монодисперсных функциональных полимерных микросфер и их биомедицинское применение» |
| 2016 | Гусев, Сергей Андреевич                                                                    | За цикл работ «Новые подходы к синтезу монодисперсных функциональных полимерных микросфер и их биомедицинское применение» |
| 2016 | Шрагин, Денис Игоревич                                                                     | За цикл работ «Новые подходы к синтезу монодисперсных функциональных полимерных микросфер и их биомедицинское применение» |
| 2013 | Выгодский, Яков Семёнович                                                                  | За цикл работ «Ионные жидкости в синтезе и модификации полимеров, перспективные направления использования» |
| 2013 | Шаплов, Александр Сергеевич                                                                | За цикл работ «Ионные жидкости в синтезе и модификации полимеров, перспективные направления использования» |
| 2013 | Лозинская, Елена Иосифовна                                                                 | За цикл работ «Ионные жидкости в синтезе и модификации полимеров, перспективные направления использования» |
| 2010 | Пономаренко, Сергей Анатольевич (химик)                                                    | За цикл работ «Новые функциональные олигомерные и полимерные материалы на основе тиофена для органической электроники и фотоники» |
| 2007 | Новаков, Иван Александрович                                                                | За серию научных работ, посвящённых исследованиям в области адамантансодержащих полимеров |
| 2007 | Орлинсон, Борис Семенович                                                                  | За серию научных работ, посвящённых исследованиям в области адамантансодержащих полимеров |
| 2004 | Забористов, Валерий Николаевич                                                             | За работу «Разработка и создание технологии новых высокостереоспецифических катализаторов на основе соединений редкоземельных элементов и организация первого в России промышленного производства экологически чистых полимеров и сополимеров сопряжённых диенов нового поколения» |
| 2004 | Ряховский, Валерий Сергеевич                                                               | За работу «Разработка и создание технологии новых высокостереоспецифических катализаторов на основе соединений редкоземельных элементов и организация первого в России промышленного производства экологически чистых полимеров и сополимеров сопряжённых диенов нового поколения» |
| 2001 | Орешкин, Иван Андреевич                                                                    | За цикл работ «Метатезисная и аддитивная полимеризация циклоолефинов» |
| 2001 | Маковецкий, Кирилл Львович                                                                 | За цикл работ «Метатезисная и аддитивная полимеризация циклоолефинов» |
| 2001 | Финкельштейн, Евгений Шмерович                                                             | За цикл работ «Метатезисная и аддитивная полимеризация циклоолефинов» |
| 1998 | Ребров, Евгений Анатольевич                                                                | За цикл работ «Синтез кремнийорганических дендримеров и сверхразветвленных полимеров» |
| 1998 | Музафаров, Азиз Мансурович                                                                 | За цикл работ «Синтез кремнийорганических дендримеров и сверхразветвленных полимеров» |
| 1995 | Куличихин, Валерий Григорьевич                                                             | За цикл работ «Новые мезофазные полимеры и композиции на их основе» |
| 1995 | Тальрозе, Раиса Викторовна                                                                 | За цикл работ «Новые мезофазные полимеры и композиции на их основе» |
| 1995 | Платэ, Николай Альфредович                                                                 | За цикл работ «Новые мезофазные полимеры и композиции на их основе» |